# Ève exotique
Ève exotique est un tableau réalisé par le peintre français Paul Gauguin en 1891-1894. Cette aquarelle sur papier illustre un épisode-clé du Livre de la Genèse, le moment de la Chute, lequel voit Ève accepter du serpent le fruit qu'il lui suggère. L'œuvre représente la première pécheresse nue devant un paysage à la végétation tropicale inspirée de celle de Tahiti. Elle la montre en outre sans Adam, lequel l'accompagne généralement dans l'iconographie chrétienne de l'Éden. Elle est conservée au musée Pola de Hakone, au Japon.